# هله یسپرسن
هله یسپرسن (انگلیسی: Helle Jespersen؛ زادهٔ ۱۲ فوریهٔ ۱۹۶۸) قایقران قایق بادبانی اهل دانمارک است.